# Parlamentsvalget i Portugal 1999
Parlamentsvalget i Portugal 1999 blev afholdt den 10. oktober 1999.
Valgdeltagelsen var ca 2% lavere end ved valget i 1995, kun 61% af de stemmeberettigede afgav deres stemme, hvilket er en af de laveste valgdeltagelser i Portugals historie.

## Resultater
| Parti                                       | Stemmer                                                      | %                                                            | 1995                                                         | 1992                                                         |
| ------------------------------------------- | ------------------------------------------------------------ | ------------------------------------------------------------ | ------------------------------------------------------------ | ------------------------------------------------------------ |
| Socialistisk Parti (PS)                     | 2,385,922                                                    | 44.06%                                                       | 112                                                          | 115                                                          |
| Portugals Socialdemokratiske Parti(PSD)     | 21,750,158                                                   | 32.32%                                                       | 88                                                           | 81                                                           |
| Demokratisk Enhedskoalition (CDU)           | 487,058                                                      | 8.99%                                                        | 15                                                           | 17                                                           |
| CDS – Partido Popular (CDS–PP)              | 451,643                                                      | 8,34%                                                        | 15                                                           | 15                                                           |
| Venstre blok (BE)                           | 132,333                                                      | 2,44%                                                        | -                                                            | 2                                                            |
| Arbejdernes Kommunistiske Parti (PCTP/MRPP) | 40,006                                                       | 0.74%                                                        | 0                                                            | 0                                                            |
| Partido da Terra                            | 19,938                                                       | 0,37%                                                        | 0                                                            | 0                                                            |
| Partido Popular Monárquico                  | 16,522                                                       | 0.31%                                                        | -                                                            | 0                                                            |
| Notater:                                    | Alle partier med mere end 15.000 stemmer medtaget i tabellen | Alle partier med mere end 15.000 stemmer medtaget i tabellen | Alle partier med mere end 15.000 stemmer medtaget i tabellen | Alle partier med mere end 15.000 stemmer medtaget i tabellen |